# XII. Alfonz spanyol király
XII. Alfonz (ismert ragadványnevén: a Béketeremtő, spanyolul: Alfonso el Pacificador; Madrid, Spanyolország, 1857. november 28. – El Pardo, Spanyolország, 1885. november 25.), Spanyolország királya 1875-től 1885-ben bekövetkezett haláláig. Ő volt II. Izabella spanyol királynő és Ferenc de Asís egyetlen felnőttkort megélt fia. Miután édesanyát az 1868-as forradalom során megfosztották trónjától, a királynő formális lemondás nélkül családjával együtt külföldre menekült. 1870-ben mondott le hivatalosan is trónigényéről fia javára. Alfonzt végül 1874-ben kiáltották ki hivatalosan is királlyá, miután megdöntötték a Francisco Serrano elnökölte első köztársaságot.
Uralkodása alatt béketeremtődött az országban. Személyisége és gesztusai révén kivívta a társadalom rokonszenvét, és nem hagyta, hogy egyetlen párt is irányítása alá vonja. Rövid regnálása alatt rendeződött az ország gazdasági és társadalmi válsága. Alfonz király mindössze huszonhét éves korában hunyt el betegség következtében, 1885-ben. Utódja a halála után született egyetlen törvényes fia, XIII. Alfonz, míg az ország régense felesége, Ausztriai Mária Krisztina királyné lett. Jelenleg ő az utolsó spanyol király, aki a királyi címet birtokolva hunyt el.

## Élete

### Származása

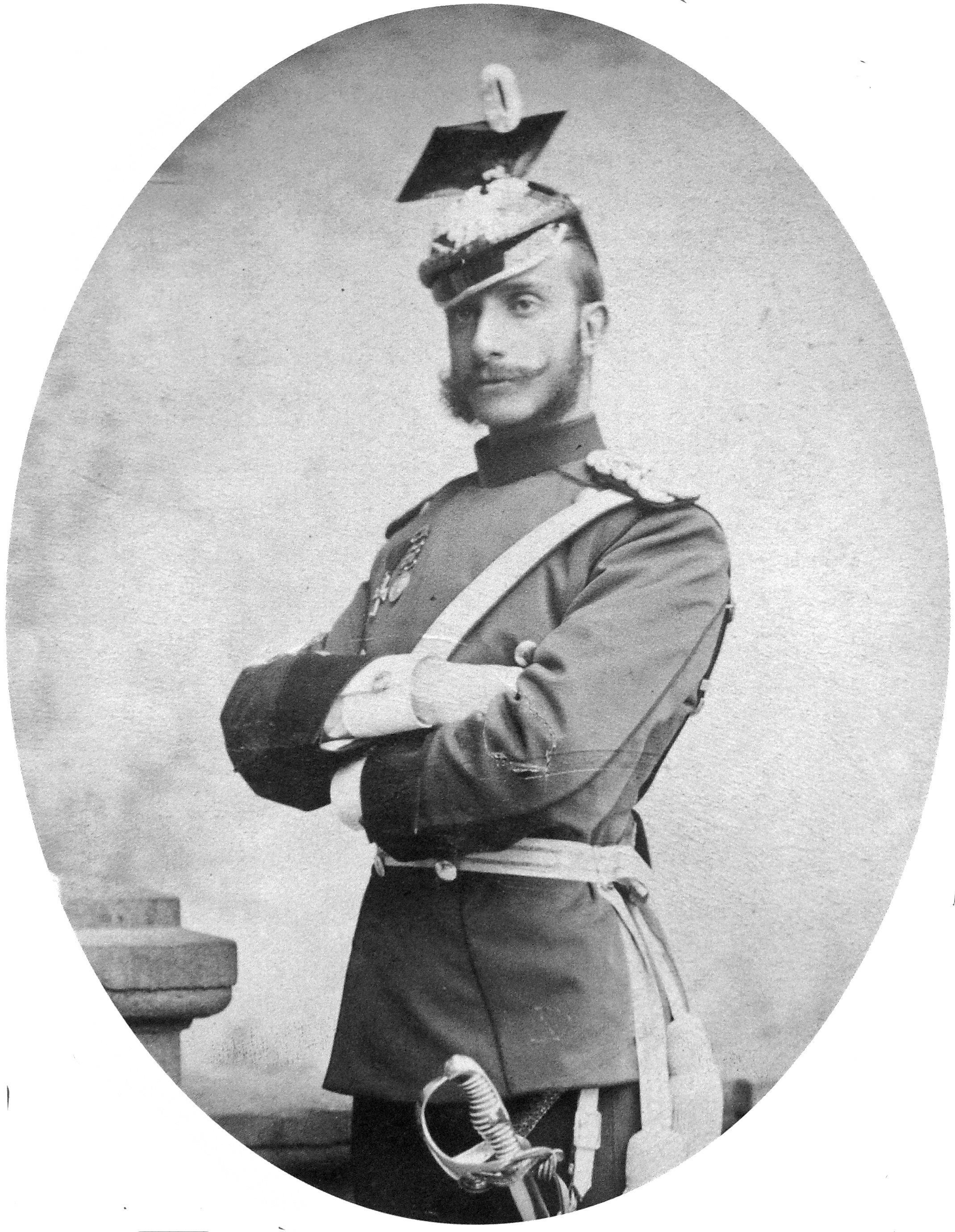
XII. Alfonz spanyol király

II. Izabella spanyol királynőnek és férjének, Bourbon Ferenc címzetes királynak az egyetlen, csecsemőkort túlélt fia.
Születése után mint elsőszülött fiút rögtön trónörökössé nyilvánították, és így nővéréről, Izabella infánsnőről, II. Izabella elsőszülött gyermekéről Alfonzra szállt a mindenkori kasztíliai (spanyol) trónörökösöket megillető Asztúria hercege cím.

### Trónviszályok
Alfonz 11 éves volt 1868-ban, amikor anyját egy katonai puccs megfosztotta a tróntól. II. Izabella a családjával együtt, formális lemondás nélkül Franciaországba, III. Napóleon francia császár udvarába menekült.
II. Izabella 1870. június 25-én lemondott a már nem létező trónjáról és királyi címéről a 13 éves fia, Alfonz asztúriai herceg javára, aki ezzel az aktussal a legitimisták, de a puccsisták és a karlisták szemében nem, XII. Alfonz néven Spanyolország címzetes (de jure) királya lett. Miután Spanyolország királyai a kasztíliai és leóni uralkodók örököseinek tekintették magukat, így azok számozását megtartva és folytatva lett Alfonz infánsból a 12. e név sorában annak ellenére, hogy az utolsó ilyen nevű király, XI. Alfonz (1311–1350), Kasztília és León uralkodója volt.
II. Izabella lemondása sem hatotta meg azonban a királynő uralmával elégedetlenkedőket, illetőleg az akkor hatalmon levőket, mert bár a monarchikus államformát megtartották, de nem II. Izabella fiát, sem a karlisták trónkövetelőjét választották királlyá, hanem 1870. november 16-án a Savoyai-házból hívtak meg egy jelöltet a trónra, így válhatott spanyol királlyá Savoyai Amadeusz (1845–1890) aostai herceg I. Amadé király néven. Felmerült a korábbi portugál király és régens, II. Ferdinánd trónjelöltsége is, de ő nem vállalta el.
Közben Alfonz herceget előbb a bécsi Theresianumba, majd Angliába küldték tanulni.

### Trónra lépése
1873-ban megbuktatták I. Amadé királyt. Lemondása után kikiáltották a köztársaságot, de az első spanyol köztársaság végül rövid életűnek bizonyult, mert mikor Francisco Serrano, aki a királyság régenséből lett a köztársasági Végrehajtó Hatalom elnöke, elhagyta Madridot, hogy a karlisták ellen harcoljon, a legitimista érzelmű Arsenio Martínez-Campos vezérőrnagy 1874. végén puccsal megdöntötte a köztársasági kormányzatot, és 1874. december 29-én az eddig címzetes királyként száműzetésben élő 17 éves XII. Alfonzot királlyá kiáltották ki.
1875. január 9-én lépett spanyol felségterületre, mikor kikötött Barcelonában, és végül 1875. január 14-én vette át a hatalmat hivatalosan, mikor bevonult Madridba. A karlisták természetesen vitatták a trónigényét, akik ellen háborút viselt 1876-ban, melyben Alfonz vezette a csapatokat, és miután legyőzte őket, Franciaországba menekültek.

### Házasságai

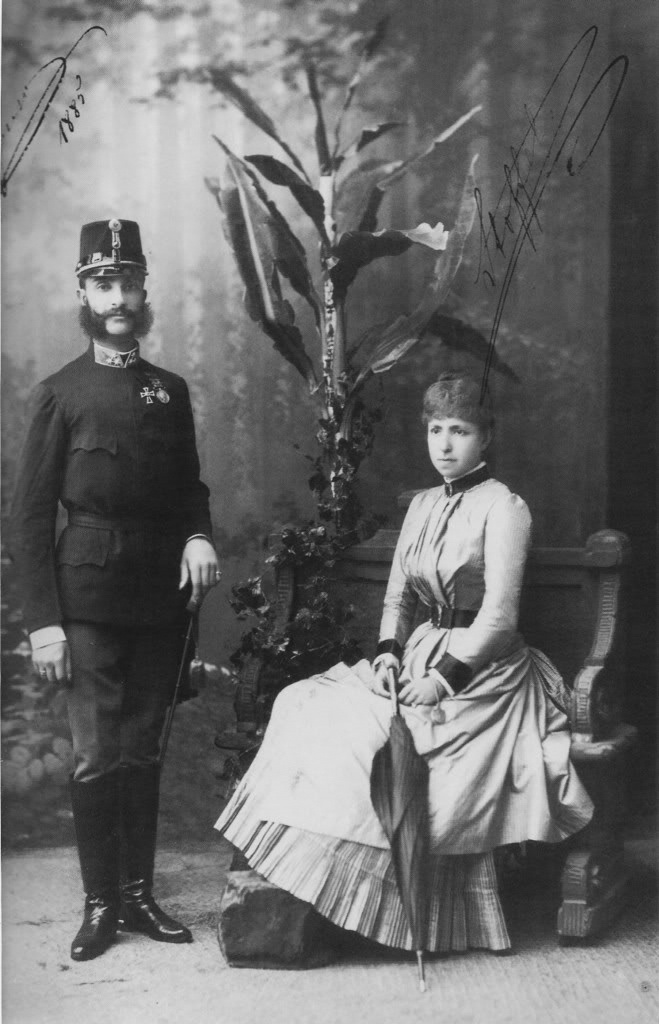
XII. Alfonz király és második felesége, Mária Krisztina királyné

Első esküvőjét elsőfokú unokatestvérével, Orléans-i Mária de las Mercedes (1860–1878) montpensier-i hercegnővel 1878. január 23-án tartotta Madridban. Ekkor nagy feltűnést keltett az édesanyja, a száműzött Izabella királynő a megjelenésével. Az újdonsült királyné azonban fél évvel az esküvő után egy vetélést követően 1878. június 26-án tuberkulózisban meghalt.
Egy évvel később, a törvényes utódokat még mindig nélkülöző XII. Alfonz, 1879. november 29-én másodszor is megházasodott, és feleségül vette Habsburg–Tescheni Mária Krisztina (1858–1929) osztrák főhercegnőt, magyar és cseh királyi hercegnőt, II. Lipót magyar király dédunokáját, aki a következő évben Alfonzot törvényes örökössel ajándékozta meg, akit az első, elhunyt királyné emlékére Mária de las Mercedes infánsnőnek (1880–1904) neveztek el.
A régi kasztíliai trónöröklési rendszer nem tiltotta a nők trónöröklését, de a Bourbon-ház 1700. évi trónra kerülésével megszüntette ezt a hagyományt, és csak a férfi utódoknak engedélyezte a trónöröklést. Ezt törölte el VII. Ferdinánd, aki 1830-ban kibocsátotta a spanyol Pragmatica sanctiót, és ezzel lehetővé vált Alfonz anyjának, Izabellának a trónra kerülése. Ezt vitatta VII. Ferdinánd öccse, Károly, aki után a nőági trónöröklést ellenzőket karlistáknak nevezték. Így nem jelentett gondot egy leány örökös születése, és a kis infánsnőt a trónörökösnek kijáró Asztúria hercege címmel ruházták fel. Természetesen a leányok csak addig lehettek trónörökösök, amíg fiú nem születik, de a második gyermek is leány lett: Mária Terézia (1882–1912), így a trónöröklési sorrend nem változott.

### Halála
Alfonz első feleségéhez hasonlóan tüdőbajban szenvedett, és még szülei életében, három nappal a 28. születésnapja előtt, 1885. november 25-én meghalt anélkül, hogy megérte volna fia születését. Felesége ekkor három hónapos terhes volt, és rögtön átvette a régensi tisztséget elsőszülött leányuk, Mária de las Mercedes nevében, akit azonban még nem kiáltottak ki automatikusan királlyá. Mivel 1886. május 17-én az özvegy királyné fiút szült, rögtön őt nevezték meg az új királynak XIII. Alfonz néven. Mária de las Mercedesből így nem lett királynő, hanem örökös trónörökös maradt, mert 24 éves koráig, amikor harmadik gyermekének a szülésébe halt bele 1904-ben, végig ő volt a trón örököse, hiszen addig öccsének törvényes gyermekei még nem születtek. XII. Alfonz anyja, II. Izabella rossz néven vette, hogy nem őt, hanem menyét, Mária Krisztina özvegy királynét nevezték ki régenssé.
XII. Alfonz a spanyol királyok hagyományos temetkező helyén, az Escorialban nyugszik. Uralma idején Spanyolországban megteremtette a békét, ezért a Béketeremtő jelzővel illették.

## Gyermekei
- 1. feleségétől, Orléans-i Mária de las Mercedes (1860–1878) montpensier-i hercegnőtől, I. Antal montpensier-i herceg és Bourbon Lujza spanyol infánsnő (II. Izabella királynő húga) lányaként VII. Ferdinánd spanyol király és I. Lajos Fülöp francia király unokája, nem születtek gyermekei, 1 vetélés
- 2. feleségétől, Habsburg–Tescheni Mária Krisztina (1858–1929) osztrák főhercegnőtől, magyar és cseh királyi hercegnőtől, 3 gyermek:
  - Mária de las Mercedes (1880–1904), Asztúria hercegnője, férje Bourbon–Szicíliai Károly (1870–1949), Caserta grófja, II. Ferdinánd nápoly–szicíliai király unokája, 3 gyermek
  - Mária Terézia (1882–1912), férje Wittelsbach Ferdinánd bajor királyi herceg (1884–1958), Bourbon Mária de la Paz spanyol infánsnőnek, II. Izabella spanyol királynő lányának és Wittelsbach Lajos Ferdinándnak, Wittelsbach Adalbert bajor királyi hercegen keresztül I. Lajos bajor király unokájának a fia, 4 gyermek
  - Alfonz (1886–1941), utószülött, XIII. Alfonz néven spanyol király, felesége Viktória Eugénia (1887–1969) battenbergi hercegnő, 7 gyermek+4 természetes gyermek, többek között:
    - (III.) János (1913–1993), Barcelona grófja, címzetes spanyol király, felesége Bourbon Mária Mercedes (1910–2000) nápoly-szicíliai királyi hercegnő, 4 gyermek, többek között:
      - I. János Károly (1938–) spanyol király, felesége Oldenburgi Zsófia (1938–) görög királyi hercegnő, 3 gyermek
- Házasságon kivüli kapcsolatból, Elena Sánz y Martínez de Arrizala (1849–1898) úrnővel, 2 fiú:
  - Alfonz (Sánz) (1880–1970), felesége María de Guadalupe Lymantur (1879–1977), 2 leány
  - Ferdinánd (Sánz) (1881–1922), olimpiai ezüstérmes pálya-kerékpározásban az 1900-as párizsi olimpián francia színekben, nem nősült meg

## Külső hivatkozások
- A Pallas nagy lexikona/Alfonz/19./XII. Alfonz, Spanyolország királya (MEK) – 2014. május 24.
- Paul Theroff: An Online Gotha/Spain – 2014. május 24.
- Euweb/Capet/Spain – 2014. május 24.

| Előző uralkodó: Francisco Serrano (elnök) | Spanyolország királya 1874 – 1885 | Következő uralkodó: Habsburg–Tescheni Mária Krisztina (Régens) |